# Лю Хоуд
Лю Хоуд (на английски: Lewis Alan Hoad) е австралийски тенисист. 

## Биография
Луис Алън Хоуд е роден на 23 ноември 1934 г. в Глеб, Нов Южен Уелс, Австралия. 

## Кариера
Лю Хоуд печели четири турнира от Големия шлем на сингъл като аматьор. 
Той е член на австралийския отбор за Купа Дейвис, с който печели купата четири пъти между 1952 и 1956 г. 
Лю Хоуд става професионалист през юли 1957 г.
Хоуд е класиран като аматьор номер 1 в света през 1953 г. от Хари Хопман, от Ноел Браун и от редакторите на Tennis de France, и през 1956 г. от Ланс Тингей, от Нед Портър и от Tennis de France. Той е класиран като професионалист номер 1 в света за 1959 г. в системата за класиране на Ampol на Джак Креймър и от Робърт Барнс (австралийския мениджър на Креймър).
След оттеглянето си през 1973 г. Хоуд и съпругата му Джени Стейли Хоуд построяват и управляват тенис курорт Lew Hoad's Campo de Tenis и Lew Hoad Tennis Village във Фуенхирола, Испания, където той почива от левкемия на 3 юли 1994 г., на 59 години.

## Кариерна статистика

#### Титли на сингъл отГолям шлем(4)
| година | турнир       | съперник      | резултат                   |
| ------ | ------------ | ------------- | -------------------------- |
| 1956   | ОП Австралия | Кен Розуол    | 6 – 4, 3 – 6, 6 – 4, 7 – 5 |
| 1956   | Ролан Гарос  | Свен Давидсон | 6 – 4, 8 – 6, 6 – 3        |
| 1956   | Уимбълдън    | Кен Розуол    | 6 – 2, 4 – 6, 7 – 5, 6 – 4 |
| 1957   | Уимбълдън    | Ашли Купър    | 6 – 2, 6 – 1, 6 – 2        |

#### Финали на сингъл отГолям шлем(2)
| година | турнир       | съперник   | резултат                   |
| ------ | ------------ | ---------- | -------------------------- |
| 1955   | ОП Австралия | Кен Розуол | 7 – 9, 4 – 6, 4 – 6        |
| 1956   | ОП САЩ       | Кен Розуол | 6 – 4, 2 – 6, 3 – 6, 3 – 6 |